# Ferdinand I. Austrijski
Ferdinand I., punim imenom Ferdinand Karl Leopold Joseph Franz Marcelin (Beč, 19. travnja 1793. – Prag, 29. lipnja 1875.), austrijski car i ugarsko-hrvatski kralj pod titulom Ferdinand V.

## Život

### Rani život i porijeklo
Rođen je u Beču 19. travnja 1793. kao prvi sin cara Franje II. i njegove druge supruge Marije Terezije od Napulja. Kako su njegovi roditelji bili genetički bliski (bili su bliski rođaci), Ferdinand je još od rođena pokazivao simptome neuroloških poremećaja: patio je od epilepsije, imao je neuobičajeno veliku glavu, probleme s govorom i druge neurološke probleme. Nakon njegovog vjenčanja s Marijom Anom Savojskom, šestim djetetom Viktora Emanuela I., dvorski je liječnik rekao kako car najvjerojatnije neće biti sposoban konuzmirati brak.

### Vladavina
Ferdinand je odmah po dolasku na prijestolje etiketiran kao malouman i nesposoban za vladanje, no, iako je zasigurno bio epileptičar, vodio je vrlo detaljan i ažuran dnevnik, a govorilo se kako je bio i poprilično domišljat.
Unatoč svemu, njegov otac je u nacrtu svoje oporuke naredio svom nasljedniku da svako pitanje unutarnje politike provjeri s nadvojvodom Lujem, a da se po pitanju vanjske politike (i vladavine općenito) konzultira s ministrom Metternichom. Po dolasku na vlast, cara nitko nije službeno proglasio nesposobnim, no svejedno je formirano Regentsko vijeće (nadvojvoda Luj, grof Kolowrat i princ Metternich) koje je upravljalo vladom. Njegov brak sa suprugom Marijom Anom najvjerojatnije nikada nije konzumiran, niti je poznato da je imao ikakvu drugu vezu. Bio je poznat po jednoj poznatoj naredbi koju je kontinuirao tražio, a poznata je ostala po sljedećoj anegdoti: Car je bio poznat po iznimnoj ljubavi prema valjušcima od marelice i konstantno ih je tražio. Kada mu je dvorski kuhar jednom prilikom rekao kako ih ne može napraviti jer je završila sezona marelica, car mu je odgovorio: "Ja sam Car i želim valjuške!" (njemački: "Ich bin der Kaiser und ich will Knödel.")

### Revolucija 1848. i abdikacija
U jeku "Proljeća naroda" 1848., revolucionarna zbivanja zahvatila su i Monarhiju. U Češkoj su pripadnici mlađe generacije studenata postavili barikade na Karlov most, Mađari su proglasili samostalnu republiku na čelu s Lajosom Kossuthom (koju će 1849. ugasiti vojska bana Jelačića uz pomoć ruskog generala Ivana Paskjeviča), a revolucionari su marširali i po samom Beču. Kada je iznenađeni car vidio revolucionare kako marširaju prema palači, navodno je pitao Metternicha za objašnjenje. Metternich mu je objasnio kako je narod pokrenuo revoluciju, na što mu je ovaj odgovorio: "Ali, smiju li oni to?" (bečki njemački: "Ja, dürfen's denn des?"). Ubrzo ga je Felix von Schwarzenberg nagovorio da abdicira u korist svog nećaka Franje Josipa (iako je prijestolonasljednik bio Ferdinandov mlađi brat Franjo Karlo, i on je nagovoren da tron prepusti sinu), koji će sa svojim 18 godina započeti uspješnu šezdesetosmogodišnju vladavinu.
Ferdinand je taj događaj u svom dnevniku zabilježio ovako:[nedostaje izvor]
| »                       | Afera je završila tako što je Novi Car klečao pred svojim Starim Carem i Gospodarom, hoće reći, preda mnom, i tražio blagoslov, kojeg sam mu dao, položivši obje ruke na njegovu glavu i imitirajući znak Svetog Križa... tada sam ga zagrlio i poljubio našeg novog gospodara, a tada smo otišli u našu sobu. Poslije smo moja divna supruga i ja slušali Svetu Misu... Nakon toga smo moja divna supruga i ja spakirali naše stvari | « |
| Ferdinand I. Austrijski | |   |

Ferdinand I. je ujedno bio i posljednji češki kralj okrunjen kao takav. Zbog svoje velike ljubavi prema Češkoj (gdje je sa suprugom ostao do kraja života, živeći u Praškom dvorcu - u jednom je navratu kritizirao austrijsko gušenje češkog ustanka, a surađivao je i sa Smetanom) dobio češki nadimak Ferdinand V. Dobri (Ferdinand Dobrotivý). U Austriji je bio znan samo kao Ferdinand Dobrohotni (Ferdinand der Gütige), ali i po ironičnom nadimku Gütinand der Fertige (Dobrinand Svršeni).
Umro je u Pragu 29. lipnja 1875., u 82. godini, a pokopan je u Carskoj kripti u Beču.

## Zanimljivosti
Tijekom revolucionarne 1848. godine Hrvatska je objavila rat Mađarskoj. Grof Majlath je opisao tadašnju neobičnu situaciju riječima: "Kralj Hrvatske je objavio rat kralju Mađarske, dok je car Austrije bio neutralan, a istovremeno sva tri monarha su bila identična osoba."
Hrvatsko selo Carevdar na cesti između Križevaca i Koprivnice, tako se zove od 1836. godine u čast dara cara Ferdinanda, zbog pomoći oko podizanja klasicističke župne crkve Sv. Barbare u središtu mjesta.
Crkvi sv. Ivana Krstitelja u Ivanskoj kod Bjelovara poklonio je velike slike sv. Ivana Krstitelja, sv. Grgura, sv. Sebastijana i Kraljice sv. Krunice, svaku za jedan oltar.